# Kara Goucher
Kara Goucher (* 9. Juli 1978 in Queens als Kara Grgas) ist eine ehemalige US-amerikanische Langstreckenläuferin.

## Leben
Goucher ist Tochter des ehemaligen Profifußballers Mirko Grgas, der für St. Louis’ Pro-Soccer-Team gespielt hatte. Als sie vier Jahre alt war, wurde Grgas von einem betrunkenen Autofahrer getötet. Ihre Mutter heiratete drei Jahre später erneut, sodass auch Goucher den Namen ihres Stiefvaters annahm und zunächst als Kara Grgas-Wheeler aktiv war.
Goucher wuchs im Bundesstaat Minnesota auf und schloss 2001 ihr Psychologie-Studium an der University of Colorado ab. Am Ende des Jahres heiratete sie mit Adam Goucher einen ebenfalls professionellen Langstreckenläufer. 2004 zog sie mit ihm nach Portland (Oregon), wo sie bis 2011 vom ehemaligen Weltklasseläufer Alberto Salazar trainiert wurde. 2015 beschuldigte sie Salazar, gegen Anti-Doping-Bestimmungen verstoßen zu haben.
Ab 2011 wurde sie für zwei Jahre von Jerry Schumacher trainiert, seit 2014 trainiert sie wieder bei ihrem ehemaligen College-Trainer Mark Wetmore.
Goucher ist Mutter eines Sohnes.

## Sportlicher Werdegang
Als Mitglied der Mannschaft der University of Colorado wurde Goucher im Jahr 2000 NCAA-Meisterin über 3000 Meter, 5000 Meter und im Crosslauf. Im gleichen Jahr wurde sie Achte über 5000 Meter bei den landesinternen Ausscheidungskämpfen für die Olympischen Spiele 2000.
Nach dem College hatte sie einige Jahre lang mit Verletzungen zu kämpfen. 2006 schloss sie aber wieder zur internationalen Spitze auf. Sie wurde US-Vizemeisterin über 5000 Meter und lief im Juli 2006 die 10.000 Meter in 31:17,12 min. Anderthalb Monate später erreichte sie beim Weltcup in Athen über 3000 Meter mit einer Zeit von 8:41,42 min den dritten Platz.
Der bislang größte Erfolg ihrer Karriere gelang ihr mit dem dritten Platz über 10.000 Meter bei den Weltmeisterschaften 2007 in Osaka hinter Tirunesh Dibaba (ETH) und Elvan Abeylegesse (TUR). Zehn Jahre später wurde ihr für diese Leistung die Silbermedaille zugesprochen, nachdem die Türkin durch Nachtests des Dopings überführt wurde. 
Bei ihrem ersten Laufwettbewerb über mehr als 10 Kilometer gewann sie kurz darauf den Great North Run über die Halbmarathondistanz in 1:06:57 h vor Paula Radcliffe (wegen des Gefälles der Strecke stellt diese Zeit keinen Rekord dar).

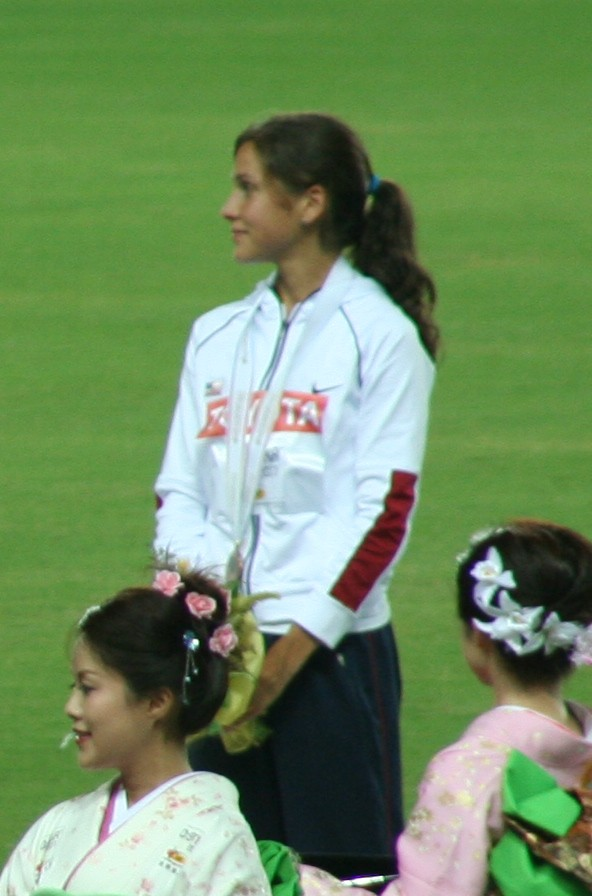
Kara Goucher bei der Siegerehrung der Weltmeisterschaften 2007

2008 qualifizierte sie sich sowohl über 5000 als auch 10.000 Meter für die Olympischen Spiele und erreichte in Peking beide Finalläufe. Über 10.000 Meter erreichte sie in persönlicher Bestzeit von 30:55,16 min den zehnten Platz, über 5000 Meter wurde sie Neunte. Ihr Marathon-Debüt gab sie am 2. November 2008 beim New-York-City-Marathon, wo sie in 2:25:53 h den dritten Platz erreichte. 
2009 belegte sie am 20. April beim Boston-Marathon in einer Zeit von 2:32:25 h ebenfalls den dritten Platz.
2012 stand sie im Aufgebot der US-amerikanischen Mannschaft für die Olympischen Spiele 2012. In London legte sie die olympische Marathonstrecke in 2:26:07 h zurück. Damit rangierte sie an elfter Stelle des Endklassements.
2013 belegte sie beim Boston-Marathon mit einer Zeit von 2:28:11 h den sechsten Platz.
Kara Goucher leidet (Stand 2022) unter der seltenen Läuferdystonie, einer neurologischen Erkrankung, die die Koordination der benötigten Muskeln erschwert oder verunmöglicht.

## Persönliche Bestleistungen
| Disziplin         | Zeit         | Datum              | Ort      |
| ----------------- | ------------ | ------------------ | -------- |
| 1500 m            | 4:05,14 min  | 27. August 2006    | Rieti    |
| 3000 m            | 8:34,99 min  | 9. September 2007  | Rieti    |
| 5000 m            | 14:55,02 min | 16. September 2007 | Berlin   |
| 10.000 m          | 30:55,16 min | 15. August 2008    | Peking   |
| 10-km-Straßenlauf | 32:46 min    | 9. Oktober 2006    | Boston   |
| Marathon          | 2:25:53 h    | 2. November 2008   | New York |